# Актун-Туничиль-Мукналь
Актун-Туничиль-Мукналь (англ. Actun Tunichil Muknal) — печера в Белізі поблизу Сан-Ігнасіо-Кайо, археологічний пам'ятник цивілізації мая, де виявлені скелети, кераміка і кам'яні вироби. Найвідоміші з людських решток отримали назву «Кришталева дівчина»: це скелет дівчини-підлітка, можливо, принесеної в жертву, чиї кістки з часом покрилися природними нашаруваннями і виглядали блискучими під час відкриття (звідки й назва). У головній камері виявлено ще кілька скелетів.
Кераміка, знайдена в печері, становить особливий інтерес, оскільки вона була навмисно продірявлена особливими отворами.
Потрапити в печеру можна, перейшовши вбрід або перепливши через великий ставок. Усередині печери, проте, постійно сухий клімат, навіть під час ураганів.
Поблизу від печери знаходяться декілька археологічних пам'яток мая — Кахаль-Печ, Chaa Creek та Шунантуніч.

## Туризм

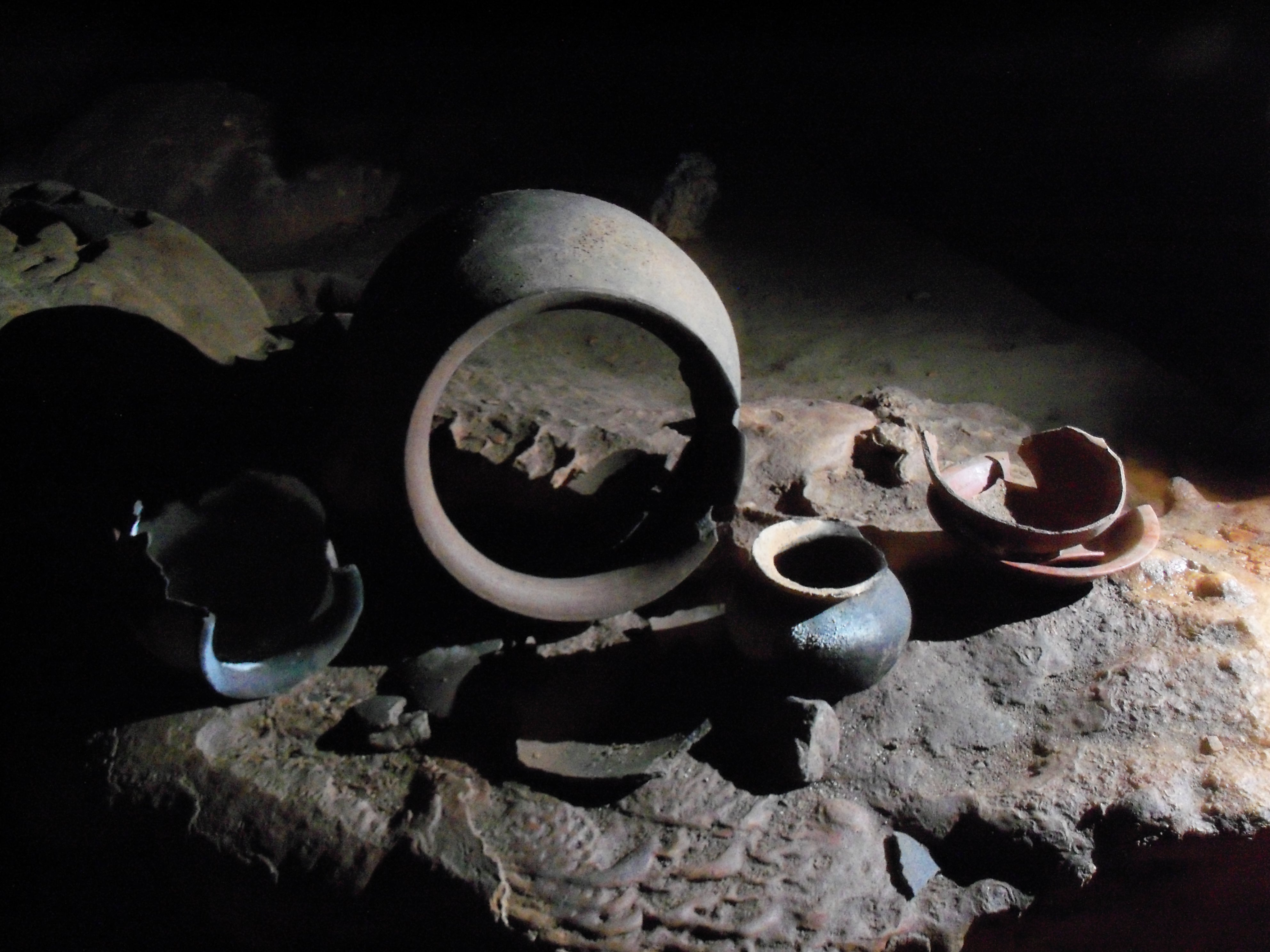
Предмети побуту мая

Туристичне управління Белізу (The Belize Tourism Board) надало ліцензії на проведення турів в печеру лише невеликій кількості турагентів, з тим, щоб підтримувати розумний баланс між доходами від туризму і збереженням печери.
Печера розташована на території природного заказника Гора тапір (Tapir Mountain Nature Reserve). Щоб дістатися до печери, турист повинен близько 45 хвилин підніматися вгору по нескладній гірській дорозі через джунглі. Вхід в печеру затоплений водою, і мандрівники повинні бути готові до того, що можуть промокнути. Печера складається з ряду камер, кінцевою з яких є «Собор», де колись проходили церемонії жертвоприношень. Тут виявлено 14 скелетних решток і численні зразки давньої кераміки мая. Щоб дістатися до «Собору», потрібно пройти по печері близько 1,5-2 години, тому туристи повинні бути готові до того, що їхня подорож по печері триватиме від 4 до 6 годин. Купальні костюми носити необов'язково, достатньо носити швидковисихаючий одяг. Носити взуття заборонено, однак при цьому туристи зобов'язані бути в шкарпетках, щоб не залишати сліди від поту. Гіди зазвичай носять з собою сухі сумки, в яких можна зберігати камери та інші предмети, які можуть постраждати від води. Подекуди єдиним джерелом світла є ліхтарик на шоломі чи переносний ліхтар. Температура в печері досить прохолодна.